# Землетрясение в Сычуани (2013)
Землетрясение в Сычуани в 2013 году — произошло в 8:02 по Пекинскому времени (00:02 UTC) 20 апреля 2013 года. Эпицентр вблизи административного центра уезда Лушань городского округа Яань провинции Сычуань. Около 6000 военных и полицейских были направлены на помощь. Очаг землетрясения залегал на глубине 13 км.

## Последствия
Более 200 человек погибли, более 11 000 ранены.

## Спасательные работы
Около 8000 солдат китайской армии были отправлены в пораженный участок сразу после землетрясения. Также провинциальные 1400 спасателей и 120 вспомогательных машин были мобилизованы из других частей страны. Кроме того, 180 врачей из китайской команды реагирования на чрезвычайные ситуации и поисково-спасательные собаки были направлены вместе с волонтерами на место землетрясения.